# Riserva naturale Lucciola Bella

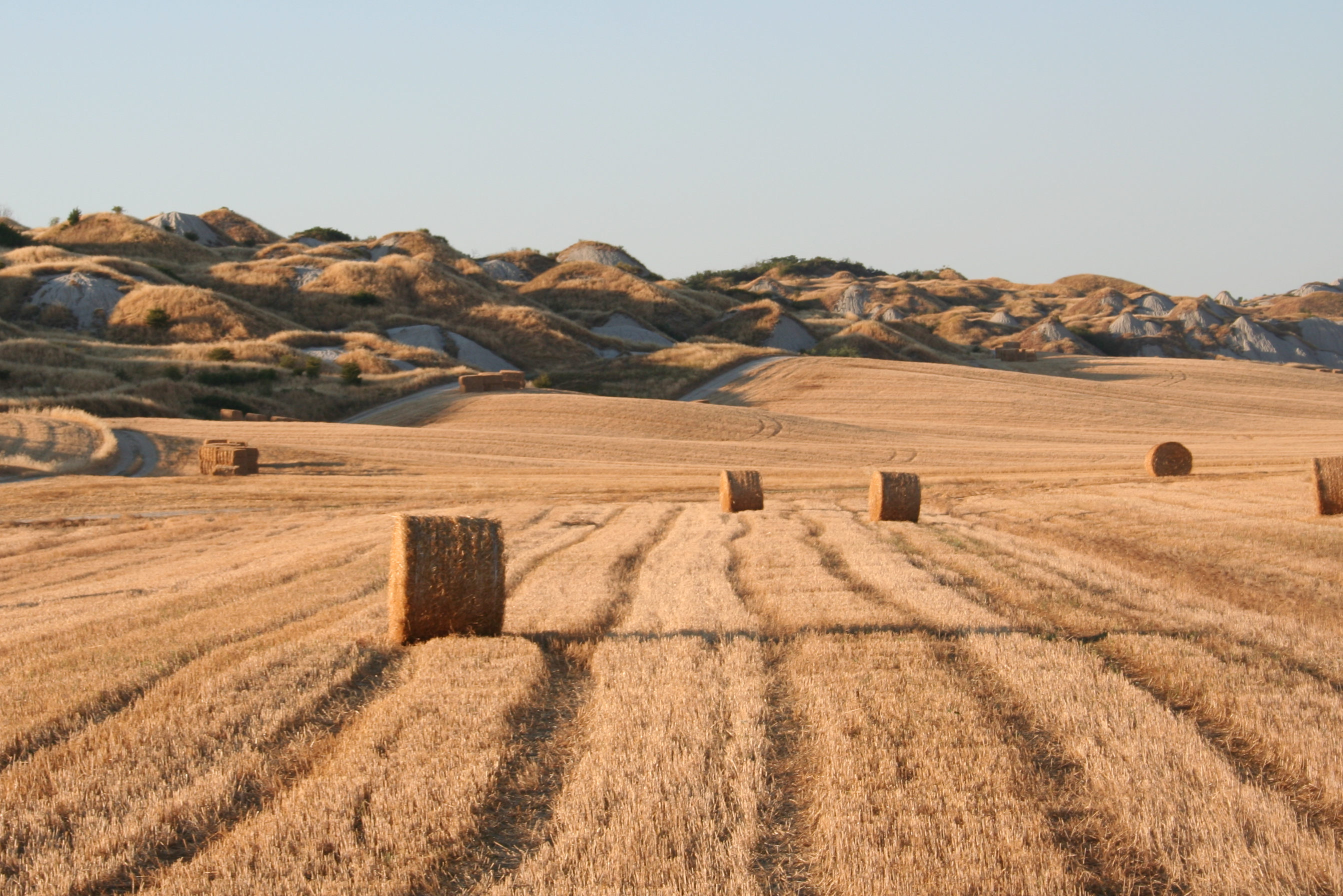
Paesaggio tipico delle Crete Senesi

La riserva naturale Lucciola Bella è un'area naturale protetta situata nel territorio comunale di Pienza in provincia di Siena. La riserva naturale, inserita nelle ultime propaggini orientali delle celebri Crete senesi, possiede tutti gli elementi caratteristici del paesaggio della Val d'Orcia.

## Territorio
La riserva naturale si trova a sud est di Pienza ed è bagnata dal fiume Orcia che nasce sul Monte Cetona, pochi chilometri più a est al confine tra Val d'Orcia e Val di Chiana.
L'elemento tipico del paesaggio naturale della riserva è rappresentato dai calanchi e dalle biancane.

## Storia
La riserva prende il nome dal podere Lucciola Bella, uno dei tanti insediamenti agricoli della zona, recentemente trasformato in un agriturismo.
Dal podere, che domina le colline argillose che costituiscono l'area protetta, si possono ammirare il Monte Cetona, il Monte Amiata e i borghi caratteristici di Monticchiello, Pienza, Radicofani e Castiglione d'Orcia.
Nel 2003 all'interno della riserva sono riemersi i resti fossili di una specie di Stenella, un mammifero marino simile ad un delfino, vissuto nella zona oltre 4.5 milioni di anni fa nel Pliocene, in un periodo in cui il fondale del mare tirrenico costituiva l'area ove oggi sono presenti i calanchi argillosi. Il fossile è stato considerato dagli studiosi di grande valore scientifico perché si tratta del reperto più completo della specie esistente al mondo ..